# Merve Verlag

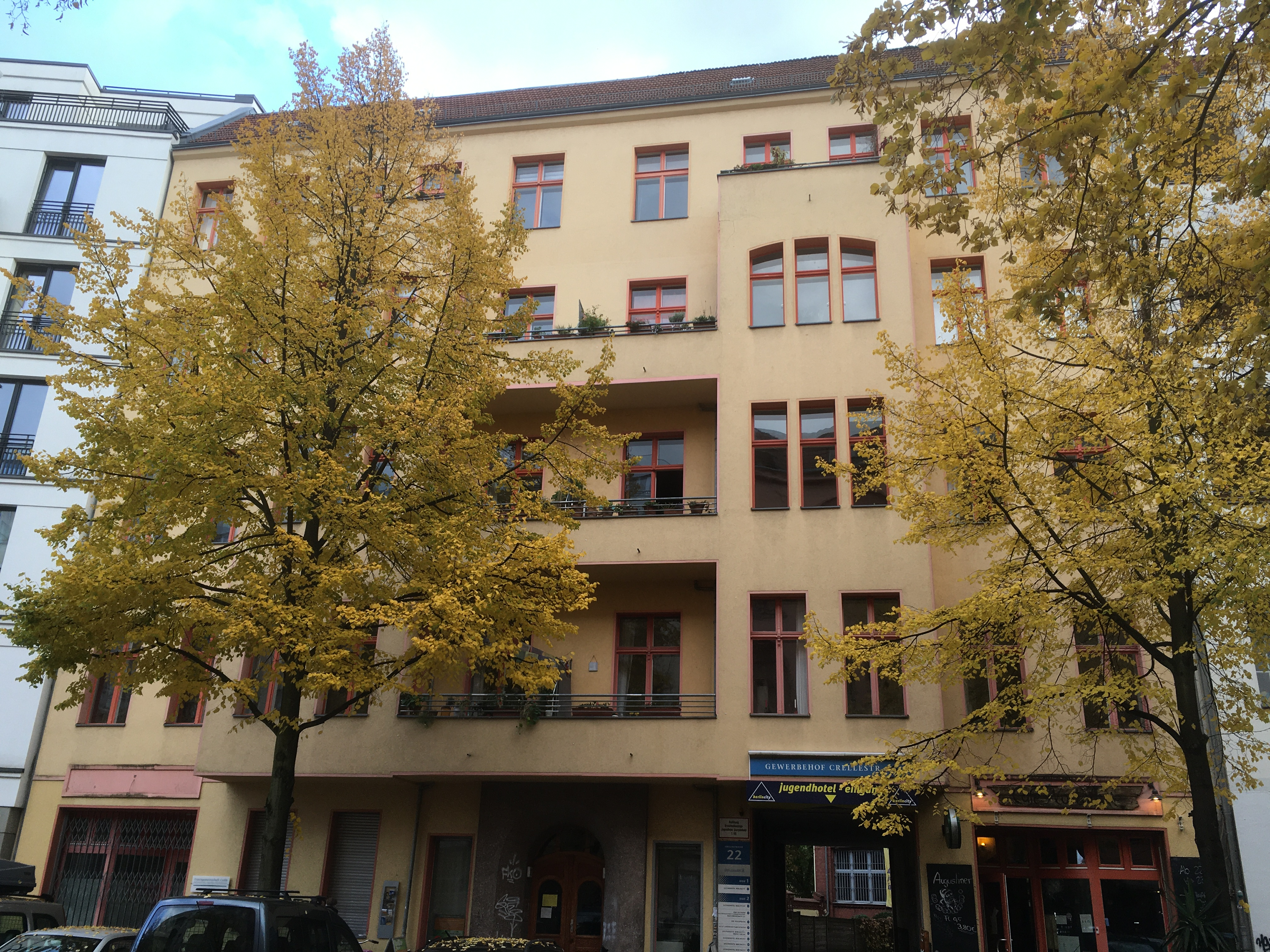
Frühere Verlagsadresse in der Crellestraße 22 in Berlin-Schöneberg

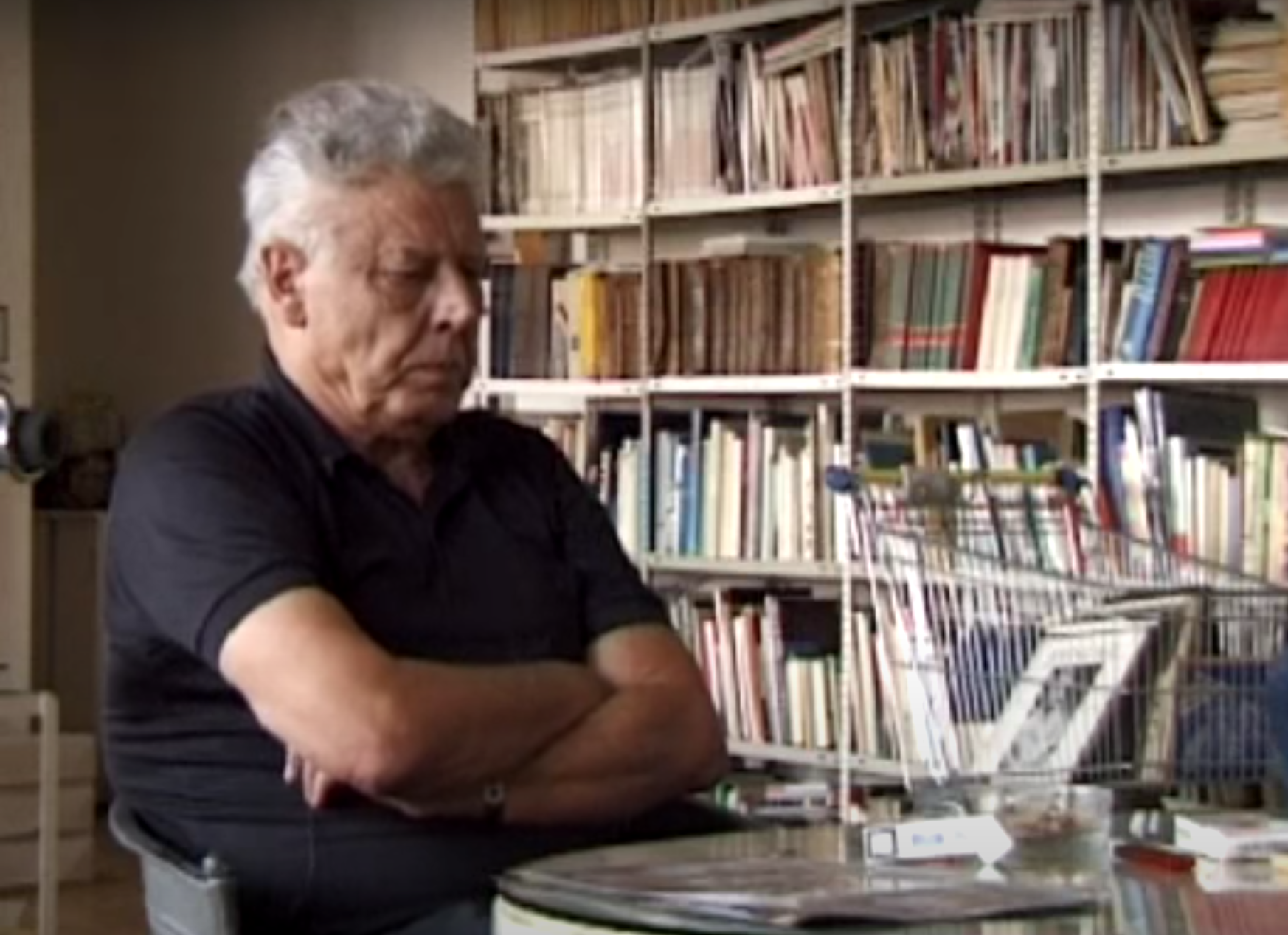
Peter Gente in den Verlagsräumen, 2013

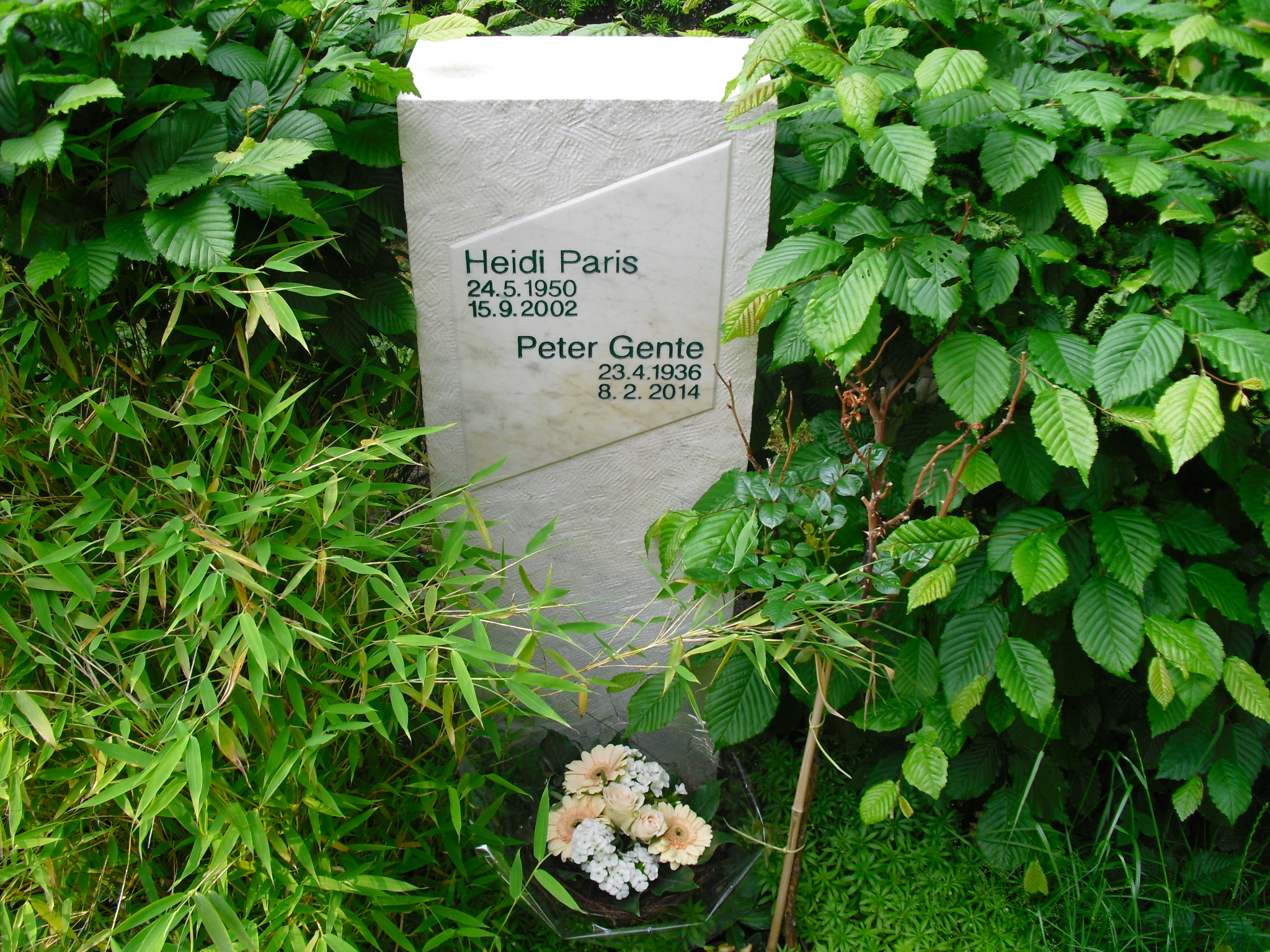
Grabstein von Heidi Paris und Peter Gente mit Merve-Raute auf dem Alten St.-Matthäus-Kirchhof Berlin

Der Merve Verlag ist ein deutscher Verlag mit Programmschwerpunkt auf Philosophie, Kunstgeschichte und Politik. Er wurde 1970 in West-Berlin gegründet und hat seinen Sitz seit 2017 in Leipzig.

## Verlagsgeschichte
Als Gründungsdatum des Westberliner Verlages kann der 17. Februar 1970 gelten. An diesem Tag wurde von den späteren Verlagsgründern Peter Gente, Merve Lowien, Rüdiger Möllering und Michael Kwiatkowski erstmals ein Buch gedruckt, Wie sollen wir ‚Das Kapital‘ lesen von Louis Althusser, das noch ohne Verlagsnamen erschien. Im Gründungsvertrag der GmbH vom 23. Juni 1970 werden Peter Gente, Merve Lowien, Dieter Reincke, Michael Kwiatkowski und Rüdiger Möllering als Verlagsmitglieder genannt. Sie bezeichneten sich in den ersten Jahren als sozialistisches Kollektiv. Der Verlagsname geht auf den Vornamen von Merve Lowien zurück; der Vorschlag, diesen als Verlagsnamen zu wählen, stammte vom Merve-Kollektiv. Geschäftsführer und Lektor wurde ab Oktober 1970 Wolfgang Hagen. Hanns Zischler war zu dem Zeitpunkt noch kein Mitglied. Später trat Gentes Lebensgefährtin Heidi Paris (1950–2002) in den Verlag ein und das Kollektiv löste sich auf. Zusammen mit Peter Gente bestimmte sie über mehr als zwei Jahrzehnte wesentlich das Programm. Die Merve-Bücher sind seit der Verlagsgründung mit der von Jochen Stankowski entworfenen unverwechselbaren Optik, der Merve-Raute, bedruckt.
In der neomarxistischen Frühphase des Verlags lag ein Schwerpunkt auf Italien. Den linksradikalen Gruppen Il Manifesto und Lotta Continua wurde hier ein Forum gegeben, wichtige leninistische Philosophen wie Lucio Colletti oder Toni Negri wurden durch Merve in der BRD bekannt. Hier erschienen aber auch Papiere der Frankfurter Gruppe „Revolutionärer Kampf“, an der auch Joschka Fischer beteiligt war. 50 Titel des Merve-Verlags waren Teil der Stammheim-Bibliothek der in Stammheim inhaftierten ersten Generation der RAF.
Das Verlagsarchiv wurde 2006 vom Zentrum für Kunst und Medientechnologie in Karlsruhe für insgesamt 100 000 Euro angekauft. Peter Gente verließ nach 37 Jahren den Merve-Verlag und siedelte 2007 nach Thailand über. Tom Lamberty, der seit dem Tod von Heidi Paris 2002 im Verlag arbeitete, leitet den Verlag. Seit 2017 befindet sich der Verlagssitz in Leipzig. In den ehemaligen Verlagsräumen in Berlin finden Veranstaltungen des Theorie-Kollektivs diffrakt statt.
Eine fast umfassende Studie zur Verlagsgeschichte hat der Kulturhistoriker Philipp Felsch in seinem Buch Der lange Sommer der Theorie. Geschichte einer Revolte 2015 bei C.H. Beck vorgelegt.

## Programm
1977 wurden – nach einem Besuch von Gente und Paris bei Michel Foucault – Werke von Foucault ins Verlagsprogramm aufgenommen. Seine Texte sowie Rhizom und Tausend Plateaus von Gilles Deleuze und Félix Guattari gehören bis heute zu den bestverkauften Büchern. In den 1980er Jahren veröffentlichte der Merve-Verlag zahlreiche Werke aus dem Umkreis der französischen Postmoderne und des Poststrukturalismus. Weitere namhafte Autoren und Autorinnen des Verlags sind Giorgio Agamben, Dirk Baecker, Jean Baudrillard, Hannes Böhringer, Christian Borngräber, Hélène Cixous, Rainald Goetz, Jean-Luc Godard, Luce Irigaray, François Jullien, Thomas Kapielski, QRT (Konradin Leiner), Jean-François Lyotard, Heiner Müller, Wolfgang Müller, Michel Serres, Harald Szeemann, Jacob Taubes, Barbara Vinken und Paul Virilio. Bekannt wurde der Verlag unter anderem durch eine Veröffentlichungsreihe, die sich analytisch mit dem Thema „Neue Technologien“ auseinandersetzte.
In den 2000er Jahren hat der Verlag mit Alain Badiou, Jacques Rancière, Armen Avanessian, Byung-Chul Han, Marcus Steinweg und Nicolas Bourriaud Texte zur Kunsttheorie publiziert und mit Autoren wie Friedrich von Borries, Matthias Böttger, Stefan Heidenreich und Ralph Heidenreich zur Architektur- und zur Ökonomiediskussion beigetragen. Die einzige Reihe des Verlages, in der die Mehrzahl der Publikationen erscheint, nennt sich „Internationaler Merve Diskurs“ (IMD) – vormals „Internationale Marxistische Diskussion“ (IMD).
Seit 2010 hat der Verlag in Zusammenarbeit mit dem Philosophen und Literaturtheoretiker Armen Avanessian eine Vielzahl von Titeln zum Spekulativen Realismus und zum Akzelerationismus publiziert. Darunter finden sich Autoren wie Ray Brassier, Graham Harman, Quentin Meillassoux, Nick Srnicek und Alex Williams.
In jüngerer Zeit knüpfte der Verlag mit Autorïnnen wie Karen Barad, Rosi Braidotti, Coralie Camilli, Donna Haraway, Helen Hester, Andrea Long-Chu, Legacy Russell, Sayak Valencia, Isabel Waidner und McKenzie Wark an frühere Publikationen zum Feminismus an.
Seit 2021 erscheint im Verlag die auf 35 Bände projektierte Werkausgabe von Friedrich Kittler.
Das Verlagsprogramm umfasst bisher ca. 500 Titel. Durchschnittlich erscheint etwa jeden Monat ein neuer Titel.

## Auszeichnungen
Im Jahre 2001 erhielt der Merve Verlag auf Grund seines engagierten und intellektuell anspruchsvollen Programms als erster Preisträger den Kurt-Wolff-Preis zur Förderung einer vielfältigen Verlags- und Literaturszene. Im Jahre 2020 wurde der Verlag mit dem Deutschen Verlagspreis ausgezeichnet.